# Fire (canção de BTS)
"Fire" (hangul: 불타오르네; rr: bultaoreune) é uma canção gravada pelo grupo sul-coreano BTS para seu primeiro álbum de compilação, The Most Beautiful Moment in Life: Young Forever (2016). A versão coreana original foi lançada pela Big Hit em 2 de Outubro de 2016, na Coréia do Sul, com a versão japonesa sendo lançada em 7 de Setembro de 2016 em seu álbum japonês completo Youth, ao qual o álbum foi lançado pela Universal Music Japan e pela Virgin Music-Def Jam Recordings.

## Composição
A música foi escrita por Pdogg, "Hitman" Bang, RM, SUGA, J-Hope, e pelo Devine Channel, com Pdogg servindo como o produtor primário. A música está na chave de B♭ menor e tem 100 batidas por minuto.

## MV
O videoclipe de "Fire" foi lançado em 2 de Maio. O vídeo foi produzido e dirigido pela Lumpens e pela GDW. Fuse afirmou que o MV parecia uma versão melhorada de "Dope" e mostrou os garotos lançando uma de suas coreografias mais intensas até hoje". Em 9 de maio, o BTS lançou um vídeo com a versão da coreografia inteira de "Fire" antes de suas promoções em programas de música. A dança foi coreografada por Keone Madrid e Vinh Nguyen.

## Desempenho comercial
O BTS ficou no topo do chart Billboard World Digital Songs com o single. Os vídeos de "Save Me" ficaram em primeiro lugar na lista de Most Viewed K-Pop Videos in America, Around the World: May 2016 conforme revelado pela Billboard.

## Prêmios
| Ano  | Organização          | Prêmio                                 | Resultado | Ref.          |
| ---- | -------------------- | -------------------------------------- | --------- | ------------- |
| 2017 | Annual Soompi Awards | Best Choreography (Melhor Coreografia) | Indicado  | [ 14 ] [ 15 ] |

## Promoções
BTS decidiu promover em programas de música por apenas uma semana, se apresentando nos canais de TV da Mnet, KBS, MBC e na SBS como planejado para permitir que consigam seguir com atividades individuais, performances e atividades no exterior, começando as promoções no M! Countdown em 12 de Maio. A música foi promovida no SBS Gayo Daejeon em dezembro de 2018.

## Créditos
Os créditos coreanos são adaptados das notas do álbum The Most Beautiful Moment in Life: Young Forever.
- Pdogg - produtor, teclado, sintetizador, coro, arranjo do vocal e do rap, engenheiro de gravação @ Dogg Bounce
- "hitman" bang - produtor
- Rap Monster - produtor
- SUGA - produtor
- Devine Channel - produtor
- Jungkook - coro
- Jimin - coro
- James F. Reynolds - engenheiro de mixagem

## Charts

### Charts semanais
| Chart (2017)                                           | Posição |
| ------------------------------------------------------ | ------- |
| Downloads da Finlândia (Suomen virallinen latauslista) | 11      |
| Japão (Japan Hot 100)                                  | 30      |
| Filipinas (Philippine Hot 100)                         | 22      |
| Coreia do Sul (Gaon Singles Chart)                     | 7       |
| US World Digital Song Sales (Billboard)                | 1       |

## Vendas
| Chart          | Vendas  |
| -------------- | ------- |
| Coreia do Sul  | 856,373 |
| Estados Unidos | 78,000  |

## Histórico de lançamentos
| Região | Data de lançamento    | Formato                    | Versão  | Gravadora                              |
| ------ | --------------------- | -------------------------- | ------- | -------------------------------------- |
| Várias | 2 de maio de 2016     | Digital download streaming | Coreano | Big Hit Entertainment                  |
| Várias | 7 de setembro de 2016 | Digital download streaming | Japonês | Big Hit Universal Japan Virgin Def Jam |